# George Heinrich von Tschirschky
George Heinrich von Tschirschky (geb. 13. Februar 1718; gest. 21. Juni 1785 in Schönwitz) war ein preußischer Landrat.

## Leben

Wappen derer von Tschirschky

George Heinrich von Tschirschky war Angehöriger des schlesisch-böhmischen Adelsgeschlechtes Tschirschky. Er wohnte auf dem Gut Schönwitz, das er einstmals mit einer Schuldenlast von seinen Eltern übernommen hatte. Dort war er Erb- und Gerichtsherr. Er war Marschkommissar und Kreisdeputierter, bevor er von 1752 bis 1765 Nachfolger von Erdmann Gustav von Walspeck als Landrat im Landkreis Oppeln wurde. 1770 wechselte er in den Kreis Falkenberg O.S. und löste dort den bisherigen Landrat Adam Friedrich von Eicke und Polwitz ab. Das Amt als Landrat in Falkenberg O.S. übte er bis zum Jahr 1785 aus.

## Persönliches
George Heinrich von Tschirschky galt als Wohltäter vieler Armen und hinterließ keine leiblichen Kinder, wohl aber einen Pflegesohn. Friedrich Leonhard Conrad von Tschirschky und Bögendorff (1760–1810) nahm er im Alter von sechs Jahren als vaterlosen Waisen auf und ließ ihm eine Erziehung zukommen. Später wurde er von 1797 bis 1810 ebenfalls Landrat im Landkreis Oppeln.